# Nothing But the Truth (film, 1929)
Pour les articles homonymes, voir Nothing But the Truth.
Nothing But the Truth est un film américain pré-Code réalisé par Victor Schertzinger et sorti en 1929.
Il s'inspire de la pièce de James Montgomery (en) et du roman du même titre de Frederic S. Isham paru en 1914. La pièce a de nouveau été adoptée par en 1941 par Elliott Nugent sous le même titre (Rien que la vérité en version française).

## Synopsis
Robert Bennett est un courtier en bourse qui n'a pas de scrupules à gérer l'argent des autres. Il encourage ses clients à acheter des actions de sociétés en faillite. Sa petite amie Dorothy Hall doit réunir 40 000 dollars pour un projet caritatif. Elle vient lui proposer 10 000 dollars de son association caritative pour l'investir, et veut qu'il double ce montant en cinq jours. Il parie les 10 000 dollars qu'il ne dira que la vérité pendant 24 heures, ce qui met son employeur, ses amis et lui-même dans des situations délicates.

## Fiche technique
- Réalisation : Victor Schertzinger
- Scénario : John McGowan d'après le roman de Frederic S. Isham paru en 1914, et la pièce de James Montgomery de 1916.
- Producteurs : James Montgomery, J.G. Bachmann
- Photographie : Edward Cronjager
- Montage : Morton Blumenstock, Robert Bassler
- Société de production : Paramount Pictures
- Société de distribution : Paramount Pictures
- Genre : Comédie[1], Film d'action
- Durée : 78 mintes
- Date de sortie : 20 avril 1929

## Distribution
- Richard Dix : Robert Bennett
- Berton Churchill : E.M. Burke
- Louis John Bartels : Frank Connelly
- Ned Sparks : Clarence van Dyke
- Wynne Gibson : Sabel Jackson
- Helen Kane : Mabel Jackson
- Dorothy Hall : Gwenn Burke
- Madeline Grey : Mrs. E.M. Burke
- Nancy Ryan : Ethel Clark
- William Crane : Drunk
- Preston Foster : Nightclub Patron